# Liderança autêntica
A liderança autêntica é uma abordagem de liderança que enfatiza a construção da legitimidade de um líder por meio de relações honestas com seus seguidores, onde o líder valoriza as contribuições dos seguidores construídos sobre uma fundação ética. Geralmente, os líderes autênticos são pessoas positivas que promovem abertura. Através da construção de confiança e geração de apoio entusiasta de seus subordinados, os líderes autênticos são capazes de melhorar o desempenho individual e da equipe. Esta abordagem foi adotada por muitos líderes e coach de liderança, como uma alternativa para líderes que enfatizam lucro e valor da ação em detrimento de pessoas e ética. A liderança autêntica é uma área crescente de pesquisas acadêmicas sobre liderança, que cresceu de um conceito novo até o começo de um conceito totalmente maduro. Dito isto, muitos trabalhos fundamentais sobre este tema foram recentemente retirados e/ou questionados devido a problemas sobre os dados reportados e pela inabilidade dos autores produzirem material próprio.

## Contexto histórico
O conceito de "autenticidade" pode traçar a sua história de volta à Grécia antiga. Filósofos gregos antigos salientaram autenticidade como um estado importante através de uma ênfase em estar no controle de nossa própria vida e o aviso onipresente: "conhece-te a ti mesmo". A liderança autêntica como a conhecemos hoje evoluiu a partir da história destes termos. Originou-se em 1960 como um meio para descrever como uma organização se reflete autenticamente por meio da liderança. Alguns acreditavam que uma organização inteira poderia agir autenticamente como uma única pessoa pode através da responsabilidade, as reações à incerteza e criatividade. Outros acreditam que a liderança autêntica diz respeito sobre como os líderes definem o seu próprio papel dentro de uma organização.
Recentemente, liderança autêntica tem atraído mais atenção entre os estudiosos e profissionais por causa de publicações do professor de Harvard e ex-CEO da Medtronic Bill George. A última década presenciou uma onda de publicações sobre liderança autêntica, produzindo novos modelos, definições e teorias. A ênfase no desenvolvimento conceitual sugere que o conceito ainda está nos estágios iniciais de sua construção, embora que a pesquisa acadêmica sobre o tema progrida, os tipos de publicações produzidas parecem estar mudando de construções mais conceituais para artigos com mais base empírica. Esta mudança pode ser um indicativo de uma emergência nascente da construção de um estágio de introdução e elaboração, para um estágio marcado de avaliação e argumentação.

## Definições
Devido ao conceito em si ainda não está totalmente maduro em um sentido teórico, há muitas definições diferentes de liderança autêntica, cada um com suas nuances. No entanto, o consenso parece estar crescendo que a liderança autêntica inclui essas qualidades distintas:
- A autoconsciência: Um processo contínuo de reflexão e re-exame pelo líder de suas próprias forças, fraquezas e valores
- Transparência relacional: Partilha aberta pelo líder de seus próprios pensamentos e crenças, em relação a minimização de emoções inadequadas
- Processamento equilibrado: Solicitação pelo líder de pontos de vista opostos e consideração imparcial dos pontos de vista
- Perspectiva moral internalizada: Uma fundação ética positiva adere a pelo líder em seus relacionamentos e decisões que é resistente a pressões externas

Existe pesquisa empírica que suporta uma construção da liderança autêntica que inclui estes quatro componentes. Nota-se, no entanto, que esta evidência tem sido posta em dúvida devido à resultados estatisticamente impossíveis. Outros trabalhos dos mesmos autores foram retraídos devido à problemas semelhantes e à incapacidade dos autores apresentarem provas de suas alegações.

### Autenticidade e ética
Alguns autores sugerem que dentro do conceito de liderança autêntica, é necessário incluir um componente moral. Os defensores deste ponto de vista enfatizam que a palavra "autêntico", sugere que um líder pode ser verdadeiro em um sistema corrupto, e mesmo assim será considerado um líder autêntico. Fingir um conjunto de restrições éticas a que um líder não prescreve pessoalmente seria um sinal de falta de autenticidade. Outros rejeitam a ideia de que um líder pode realmente transparecer os componentes da construção - a autoconsciência, a transparência relacional, e o processamento equilibrado - sem a maturidade moral associada a um sistema de valores pessoais.

### Padrões de comportamento
A liderança autêntica deve ser entendido como um padrão de comportamentos através dos quais os líderes exibem os componentes da liderança autêntica. Assim, é insuficiente para um líder possuir a autoconsciência, etc, sem também a percepção de que os outros, especialmente subordinados, percebam ele/ela como um líder autêntico.

## Modelo empírico da liderança autêntica
Embora o conceito de liderança autêntica como um modelo de ações é relativamente novo para as práticas e teorias de liderança, existem algumas pesquisas iniciais sobre a eficácia geral do modelo, bem como o funcionamento interno deste modelo dentro de equipes e organizações. Esta pesquisa tem sido usada para explicar o que precede o aparecimento de comportamentos de liderança autêntica, o que torna liderança autêntica eficaz, e quais são as consequências da adoção de um estilo de liderança autêntica. Esses fatores contribuem para explicar a o por que da liderança autêntica funcionar dentro de equipes e organizações.

### Antecedentes
Vários traços de líder podem ser importantes para o aparecimento de comportamentos de liderança autênticas pelos líderes. Por exemplo, os traços auto-conhecimento e auto-consistência foram notados como antecedentes para a liderança autêntica (o primeiro sendo um processo estático de compreender os próprios pontos fortes e fracos e o último a coerência entre os seus valores, crenças e ações). Isso se relaciona com os principais componentes da liderança autêntica: Os líderes, em primeiro lugar, tem que ter claridade sobre seus valores e convicções para ser percebido como autêntico por seus seguidores, e eles têm de demonstrar coerência entre seus valores, crenças e ações.
Pesquisa adicionais sugerem que os líderes que agem de acordo com as três componentes do capital psicológico positivo (PsyCap) (esperança, otimismo e resiliência), são mais propensos a se tornarem líderes autênticos. Isto é verdade por várias razões. Em primeiro lugar, os líderes que podem efetivamente definir e explicar os objetivos, criam um ambiente mais promissor para os seus seguidores. Segundo, os líderes otimistas têm uma maior capacidade de motivar os seus seguidores e ajudá-los mais facilmente a antecipar eventos futuros. Em terceiro lugar, os líderes resilientes estão melhor equipados para funcionar em ambientes mutáveis, a fim de apoiar os seus seguidores.
Graus altos e baixos de auto-monitoramento em um indivíduo também tem sido sugerido como um antecedente da liderança autêntica. Auto-monitorização reflete a probabilidade de alguém construir ativamente uma imagem pública que se alinhe com as expectativas dos outros. Foi proposto que a baixa auto-monitorização leva a um maior grau das características da liderança autêntica, pois o baixo auto-monitoramento e liderança autêntica agem com consistência com o que o líder acredita e valoriza. No entanto, a pesquisa empírica não apoiou esta teoria até agora.

### Mediadores
Entre os defensores da liderança autêntica, há muitas teorias sobre o a razão da liderança autêntica ser uma estratégia de liderança eficaz.
A liderança autêntica demonstrou promover a crença dos membros da equipe na capacidade da equipe em obter sucesso, conhecida como potência da equipe, que por sua vez demonstrou melhorar o desempenho da equipe. Isto ocorre porque os comportamentos da liderança autêntica promovem justiça, que consequentemente melhora o desempenho da equipe.
A liderança autêntica também demonstrou estimular o desempenho da equipe, promovendo a confiança no grupo ou organização, pois a confiança do seguidor no líder favorece o aumento da lealdade à organização, e assim aumentando o desempenho.
Outra pesquisa mostrou que a relação entre liderança autêntica e os dois conceitos de comportamento de cidadania organizacional e empoderamento, é mediada pela identificação com os supervisores. Isso ocorre porque a identificação interpessoal de um seguidor com o seu líder, ligam os resultados entre os dois (neste caso, o comportamento de cidadania organizacional e empoderamento). Nota-se, no entanto, que o artigo que essas afirmações são baseadas fora recolhido em meio a preocupações que os resultados não foram relatados com precisão e os autores não poderia produzir provas para verificar as suas reivindicações.
A investigação sobre os mecanismos de liderança autêntica está em curso, mas está se tornando claro que os líderes autênticos geram uma resposta emocional e / ou psicológica de seus seguidores que leva a um aumento no desempenho individual e da equipe.

### Consequências
A pesquisa inicial mostrou que os líderes que praticam liderança autêntica normalmente lideram equipes com melhor desempenho do que as equipes com líderes que não praticam liderança autêntica. Isto não é necessariamente surpreendente uma vez que o modelo surge de líderes de sucesso que simplesmente descreveram o que eles fizeram, e colocaram o rótulo de "liderança autêntica" nessa descrição. O modelo acadêmico que tem sido desenvolvido ao longo dos anos, desde a publicação de True North, em grande parte resultou de acadêmicos que descreveram o modelo de modo que possa ser pesquisado e duplicado.

## Medidas
Ambos os cientistas e profissionais de pesquisa têm interesse em medir o nível de liderança autêntica exibido por líderes individuais. Cientistas como psicólogos industrial-organizacionais e pesquisadores de gestão medem os níveis de liderança autêntica, como forma de estudar a interação de líderes autênticos com sua organização. Praticantes como consultores de gestão e profissionais de recursos humanos medem os níveis de liderança autêntica para ajudar a avaliar comportamentos de líderes dentro de uma organização.

### Escala de Autenticidade do Líder (EAL)
A primeira medida significativa a avaliar especificamente os níveis de liderança autêntica, era os 32 itens da Escala de Autenticidade do Líder (EAL). A EAL mede a tendência do líder em se comportar genuinamente independentemente de cargos formais de trabalho (referido como saliência do próprio papel), para reconhecer a responsabilidade por erros, e para evitar a manipulação dos subordinados. A EAL foi desenvolvido por pesquisadores de educação que identificaram autenticidade de líderes como um importante indicador de clima organizacional nas escolas. Posteriormente pesquisadores questionaram a confiabilidade e generalização da EAL, devido à pequena e não diversificada amostra utilizada no seu desenvolvimento.

### Questionário de Liderança Autêntica (QLA)
O Questionário de Liderança Autêntica (QLA) é uma pesquisa preenchida por subordinados para capturar o nível de comportamentos de liderança autêntica exibidas pelos supervisores. Uma versão de auto-avaliação também está disponível. A medida, desenvolvido especificamente levando em consideração a teoria de liderança autêntica, inclui dezesseis itens agrupados em quatro grandes subcategorias: Auto-conhecimento, transparência relacional, perspectiva moral internalizada e processamento equilibrado. A maioria das pesquisas acadêmicas desde o desenvolvimento do QLA tem usado este questionário medir os níveis de liderança autêntica. No entanto, o QLA foi criticado por usar uma abordagem qualitativa (e, portanto, subjetiva) para a validação, ao invés de uma abordagem quantitativa. Além disso, o QLA é uma medida comercialmente protegida com direitos de autor (apenas medidas de amostra são disponíveis gratuitamente), o que pode limitar a sua disponibilidade para os cientistas e profissionais.

### Inventário de Liderança Autêntica (ILA)
O Inventário de Liderança Autêntica (ALI), desenvolvido em 2011, é uma pesquisa preenchida por subordinados para capturar o nível de comportamentos de liderança autêntica exibidas pelos supervisores. Baseando na pesquisa teórica utilizada para desenvolver o QLA, o ALI oferece uma medida mais rigorosa desenvolvida e testada da liderança autêntica. Além disso, o inventário de 16 itens está disponível inteiramente gratuito.

### Inventário de Autenticidade (AI:3)
Uma medida adicional relacionada com a liderança autêntica, o Inventário de Autenticidade (AI:3), é usado para medir a autenticidade individual. Apesar de não ser uma medida de liderança por si só, é usado por alguns como uma medida da autenticidade.

## Tornando-se um líder autêntico
A base da liderança autêntica vem da história pessoal do líder, incluindo eventos de vida (muitas vezes chamados eventos de disparo ou trigger events) que direcionam o fluxo da formação de liderança. O modo que líderes interpretam essas histórias pessoais e eventos de disparo, irão informar a sua auto-identidade como líderes e influenciar o seu desenvolvimento moral e valores, dois componentes essenciais para o desenvolvimento de líderes autênticos. Uma vez que autenticidade na liderança está enraizada em ser fiel a seus próprios ideais de liderança e valores éticos, liderança autêntica é desenvolvida ao decorrer de uma vida inteira de experiências e é resistente a programas de formação tradicionais. Desenvolvimento de líderes autênticos envolve direções para a auto-reflexão, a construção de auto-consciência através do uso de uma abordagem de histórias de vida. Pode também ser facilitada pela intervenção de eventos de disparo de desenvolvimento juntamente com auto-reflexão dirigida. Reconhecendo a teoria de liderança da contingência, a qual sugere que os líderes devem adaptar seus estilos e comportamentos para ser eficaz em situações diferentes, alguns teóricos de desenvolvimento de liderança têm apontado que apenas os líderes mais experientes podem incorporar as necessidades de diferentes situações e diferentes subordinados em seu próprio sistema de valores subjacente de modo a permanecer autêntico, sendo também eficaz em diversos contextos de liderança.